# Mezarkabul

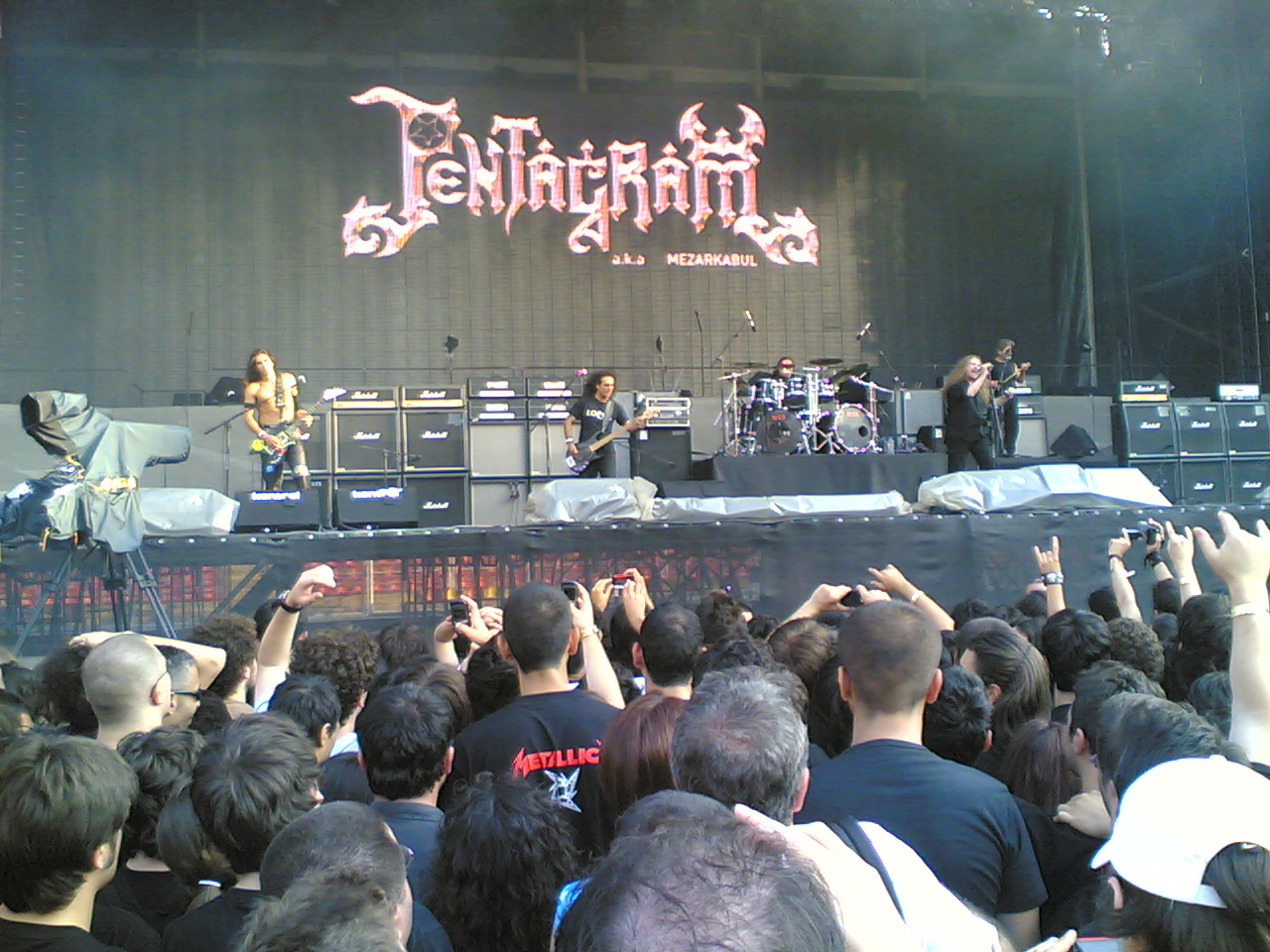
Pentagram, 2008, İstanbul

Mezarkabul, in Turkije bekend onder de naam Pentagram, is een Turkse thrashmetalband, die werd opgericht door Hakan Utangaç and Cenk Ünnü. Mezarkabul staat erom bekend Anatolische invloeden in hun muziek te verwerken. De bandnaam betekent "acceptatie van het graf".

## Bezetting

### Huidige bezetting
- Gökalp Ergen - zang (2010-nu)
- Hakan Utangaç - gitaar (1986–nu)
- Metin Türkcan - gitaar (2000–nu)
- Tarkan Gözübüyük - basgitaar (1987–nu)
- Cenk Ünnü - drums (1986–nu)

### Oud-leden
- Ümit Yılbar - gitaar (1986–1989)
- Murat Net - gitaar (1989–1990)
- Bartu Toptas - zang (1990–1992)
- Ogün Sanlısoy - zang (1992–1995)
- Demir Demirkan - gitaar (1992–1998)
- Onur "Mr. Cat" Pamukçu - gitaar (1998–2000)
- Murat İlkan - zang (1995–2010)